# Begrijpen
Begrijpen is een subjectief cognitief proces, waarbij aangereikte, of zelf verworven kennis of ervaringen in overeenstemming wordt gebracht met het geheel van reeds verworven kennis en ervaringen. Het omvattende geheel wordt geplaatst in een context, waarbinnen de nieuwe kennis of ervaring betekenis krijgt. Op de weg daarnaartoe, door begrijpend denken, krijgt het gevormde begrip geleidelijk aan structuur en gaat deel uitmaken van het eigen, betekenisvolle wereldbeeld van het individu. Die structuur kan ook intuïtief gevormd worden. Vanwege het subjectieve karakter van het begrijpend denken zal veel verworven kennis die maar half begrepen wordt of die toevallig goed past bij het reeds verworven wereldbeeld leiden tot het versterken van dat begrip in het persoonlijke wereldbeeld en kan leiden tot een informatiebubbel.
De term "begrijpen" kan aldus als epistemologisch begrip worden opgevat. Tot het eind van de 20e eeuw was de definitie hiervan nogal verwaarloosd, waarna deze meer in de (filosofische) belangstelling is komen te staan. Er is derhalve momenteel geen eensluidende definitie van "begrijpen" maar de hiervoor gegeven omschrijving is redelijk veelomvattend.

## Algemeen
Onder het begrip "begrijpen" gaat een veelheid van verschillende, elkaar deels overlappende, omschrijvingen schuil zoals "snappen", "kunnen uitleggen", "duiden", "inzien", "verklaren", "verhelderen", etc. terwijl omschrijvingen als "invoelen", "begrip tonen voor" en "echt begrijpen" wijzen op diepere beschrijvingsniveaus zijn waar gevoelens, emoties en bewustzijn een rol spelen.
De rationele aspecten van begrijpen lenen zich goed voor het ontwerpen van AI-systemen. Een AI-systeem kan een vraag of opdracht van een mens begrijpen en daarnaar handelen. Of een AI-systeem daarmee ook bewustzijn heeft is echter een heel andere vraag.

## Neurale mechanismen

### Reactivering van vorige kennis en het belang van de mediale prefrontale cortex (mPFC)
De gevormde kennisstructuur wordt in de hersens opgeslagen in een neuraal netwerk dat voor toekomstige nieuw verworven kennis een referentiekader vormt. Onderzoek toont aan dat het reactiveren van eerder verworven informatie tijdens het leren van nieuwe kennis cruciaal is. Dit proces helpt om oude en nieuwe herinneringen te integreren, wat leidt tot een versterking van lange-termijn geheugenopslag. Dit fenomeen wordt ondersteund door neurale reactiveringspatronen die optreden tijdens het coderen van nieuwe informatie.
De mediale prefrontale cortex speelt een sleutelrol in het verbinden van nieuwe informatie met bestaande kennis. Dit hersengebied wordt geactiveerd wanneer mensen nieuwe informatie leren die gerelateerd is aan hun eerdere kennis. Het helpt bij het direct koppelen van nieuwe informatie aan bestaande mentale schema’s, wat het leerproces vergemakkelijkt.

### Synaptische Plasticiteit
Mechanismen zoals long-term potentiation (LTP) in de hippocampus en andere hersengebieden zijn essentieel voor het vormen en versterken van associaties tussen neuronen. Deze plasticiteit maakt het mogelijk om nieuwe verbindingen te leggen tussen oude en nieuwe herinneringen, wat fundamenteel is voor leren en geheugen.

### Informatietheorie
Vanuit het oogpunt van de informatietheorie is het begrijpen en opslaan van nieuwe informatie in een geordende neurale structuur (met lage entropie) makkelijker te onthouden dan een verzameling losse feiten die niet in een neuraal netwerk zitten. Ook een gevormd wereldbeeld bevat aanzienlijke vereenvoudigingen (zwart - wit, goed - fout, enz.) in zo'n gevormd neuraal netwerk. Friston maakte aannemelijk dat het brein de natuurlijke neiging heeft om alle verworven kennis samen te vatten in laag-entropische structuren, daarbij gebruikmakend van het zgn. free-energy principle. Deze economische manier van geheugen-opslag is ook nuttig om het "verrassing effect" van nieuw te verwerven kennis zo klein mogelijk te maken. Die structuur krijgt daarmee de statuur van een "theorie".
Kennis en ervaringen die niet in die theorie passen of daarmee strijdig zijn, worden als "niet begrepen" of "niet aanvaarde kennis" beschouwd. Dit kan wel als conflicterende kennis in het geheugen worden opgeslagen in de vorm van "er is kennis van genomen", maar die kennis kan ook als een complot worden ervaren. Als er, ondanks allerlei conflicterende kennis, toch wordt vastgehouden aan de zelf gevormde theorie dan wordt het meer een "geloof".

## Verschillen met Kunstmatige intelligentie
AI-systemen kunnen aan het systeem gestelde vragen of opdrachten "begrijpen" voor zover er gebruik wordt gemaakt van dezelfde (vaak talige en beeldende) informatie, waarmee het systeem ooit gevoed is. Bij de opslag van die informatie spelen soortgelijke principes een rol als hiervoor beschreven is (bv. het "free energy principle"). 
Er zijn echter wel verschillen: 
- Het referentiekader van een computer (wat hij dus "begrijpt") beperkt zich tot de rationele behandeling van digitaal verworven kennis, terwijl mensen een referentiekader hebben dat ook gevuld wordt met zintuiglijke ervaringen die niet in woorden zijn uit te drukken: de zgn. qualia[7][8]. Je kunt een robot wel uitrusten met sensoren, maar die leveren hooguit een simulatie van zintuiglijke ervaringen op die niet vergelijkbaar is met de qualia-ervaring van mensen. In het bijzonder geldt dat voor het gevoel: een robotcomputer kan nooit een zinnig antwoord geven op de vraag "Hoe voel je je vandaag?"[9]
- Daarnaast is er een verschil in doelgerichtheid (intentionaliteit): de gebruiker van een AI-systeem heeft een doel met zijn vraag of opdracht. Het AI-systeem heeft zelf geen doel. Of een AI-systeem überhaupt zelf zo'n intentionaliteit kan verwerven is onderwerp van onderzoek[10].
- De opdrachtgever zal aan het resultaat van zo'n opdracht (een verband, een gevolgtrekking of een constructie) een betekenis toekennen die relevant is binnen de context waarin hij die opdracht gegeven heeft. Die context is voor iedere opdrachtgever verschillend en heeft vaak voor hem ook een emotionele betekenis, gezien de historisch gegroeide sociaal culturele achtergrond van een ieder. Een AI-systeem kan slechts een algemene betekenis aan het resultaat van de opdracht toekennen, die gevoed wordt door de gemeenschappelijke input van alle gebruikers, waardoor een een soort gemiddelde betekenis gevormd wordt. De kennis en het probleemoplossend vermogen van het systeem groeit met iedere gegeven opdracht en hij wordt dus steeds beter in het uitvoeren van opdrachten en het vinden van mogelijke betekenissen.
- Of een AI-systeem ooit een vorm van bewustzijn kan verwerven is onderwerp van veel discussie[11] en hangt sterk af van wat er bedoeld wordt met "bewustzijn".

## Dierlijke cognitie
Dieren met een voldoende ontwikkeld brein (zoals honden, dolfijnen, mensapen, kraaiachtigen, octopus) kunnen, net als mensen, verbanden leggen tussen nieuw opgedane kennis en reeds verworven kennis, waardoor die betekenis krijgt en het dier daarnaar kan handelen. Dit is de zogenaamde dierlijke cognitie. Ze kunnen in een geschikte context (waaronder ook mensen) dingen leren, die passen in hun begrepen "wereldbeeld". Deze dieren hebben kennis en een geheugen, waaraan zij nieuwe kennis en ervaring kunnen toevoegen.